# Suricata (logiciel)
Cet article concerne le logiciel. Pour le genre d'animaux, voir Suricata.
Suricata  est un logiciel open source de détection d'intrusion (IDS), de prévention d'intrusion (IPS), et de supervision de sécurité réseau (NSM). Il est développé par la fondation OISF (Open Information Security Foundation).
Suricata permet l'inspection des Paquets en Profondeur (DPI). De nombreux cas d'utilisations déontologiques peuvent être mis en place permettant notamment la remontée d'informations qualitatives et quantitatives.
Scirius est une interface web sous licence GPLv3 écrite avec Django destinée à l'édition des règles Suricata. La version mono-serveur est open source et libre tandis que la version multi-serveur Scirius Enterprise est commercialisée, elles sont toutes deux éditées par la société Stamus Network.
La distribution GNU/Linux SELKS 3.0 (Suricata Elasticsearch Logstash Kibana Scirius) basée sur debian permet de tester Suricata.
Il existe également une image Docker.

## Fonctionnalités
Liste des principales fonctionnalités,
- IDS/IPS
- performances élevées : Multi-threading, utilisation des GPU (accélération graphique)
- Détection automatique de protocole (IPv4/6, TCP, UDP, ICMP, HTTP, TLS, FTP, SMB, DNS)
- NSM : journalisation DNS, module de journalisation HTTP, enregistrement des certificats et extraction de fichiers, vérification de somme de contrôle md5
- bibliothèque HTP indépendante
- nombreux formats de sortie Unified2, JSON, Prelude
- écriture de scripts en Lua pour l'analyse avancée

## Fonctionnement
Suricata analyse le trafic sur une ou plusieurs interfaces réseaux en fonction de règles activées. Il génère, par défaut, un fichier JSON. Celui-ci peut être ensuite utilisé par le logiciel de type Extract-transform-load comme par exemple logstash souvent utilisé avec Elasticsearch.

## Outils tiers
Tous les outils valables pour Snort sont compatibles avec Suricata, comme par exemple BASE, Sguil (en) ou  Snorby en logiciel libre, ou Aanval (en) et Telesoft MPAC Security en logiciel privateur.

## IDS libres
- Bro NIDS
- OSSEC (en)
- Prelude
- Sagan (en)
- Snort